# Boombal
Boombal ist eine flämische Organisation für die Durchführung von Bal-Folk-Veranstaltung in Flandern. Ziel sind barrierefreie zeitgenössische Tanzpartys mit Live-Musik. Vor einer Tanzparty finden immer Tanzeinführungen statt, in der gebräuchliche Tänze des Bal Folk angeleitet werden. Der Verein organisiert auch ein großes Boombal-Festival in der Nähe von Gent. Der Verein hat den Volkstanz in Flandern einer jungen Generation näher gebracht, so dass in Belgien der Begriff Boombal synonym für den in Deutschland verwendeten Begriff Bal Folk verwendet wird.

## Geschichte
Im Jahr 2000 wollten Akkordeonschüler ihre erlernten Tanzmelodien einem Publikum vortragen. Der Musiklehrer Wim Claeys organisierte für diese Musiker eine erste Tanzparty in einem alten Möbelstudio in der Boomstraat in Gent. Hieraus entwickelte sich der Name der Organisation. Anfangs war die Zahl der Tänzer begrenzt, zog dann in das Volkshuis am Dampoort um. 2002 war diese Gruppe schon auf 200 Tänzer angewachsen und zog in den Kellerraum des interkulturellen Begegnungszentrums De Centrale um und wurde erstmals in das Programm des Gentse Feesten (jährliches Stadtfest in Gent) aufgenommen.
2004 professionalisierte Frederik Claeys die Organisation und rief monatliche Boombal-Veranstaltungen in Leuven, Brügge und Gooik ins Leben. Im Jahr 2005 wurden zusätzliche regelmäßige Veranstaltungen in Brüssel und Antwerpen gestartet.